# Linguistica forense
La linguistica forense è una branca della linguistica applicata che si occupa dell'analisi scientifica del linguaggio parlato e scritto al servizio di procedimenti legali.
La linguistica forense è una disciplina relativamente nuova nel settore giuridico; ha avuto una grande evoluzione a partire dagli anni novanta del Novecento.

## Storia
Valutazioni linguistiche eseguite a fini legali sono state occasionalmente compiute in vari periodi storici, con esempi celebri come lo studio filologico di Lorenzo Valla che nel 1440 dimostrò la falsità della Donazione di Costantino. Tuttavia, la formalizzazione di questi studi e del loro metodo risale al Novecento.
Nei paesi di lingua inglese un momento importante per la formalizzazione della linguistica forense è stata la pubblicazione del libro di Jan Svartvik The Evans Statements: A Case for Forensic Linguistics (1968), in cui l'autore presentò un'analisi statistica di alterazione testuale e propose il nome di "linguistica forense" per gli studi che vedevano l'utilizzo del linguaggio come prova giudiziaria. 
La linguistica forense fu inclusa per la prima volta nelle discipline della linguistica applicata nel 1987 quando nell'ottavo congresso dell'Associazione internazionale di linguistica applicata si fece riferimento alla disciplina. 
Il "caso Evans", preso in esame da Svartvik, ispirò diversi studi simili. Per esempio, Malcolm Coulthard, professore di linguistica forense all'università di Aston, nel 1994 ritornò sui casi di impiccagione degli anni cinquanta del Novecento nel Regno Unito e analizzò il caso di Derek Bentley; quella di Coulthard fu un'analisi del discorso, descrittiva piuttosto che statistica, basata sull'osservazione di diverse competenze linguistiche come il registro, la teoria degli atti linguistici e psicolinguistica. 
Nel 1994 Malcolm Coulthard e Peter French fondarono la rivista Forensic Linguistics; nel 2003 il titolo venne cambiato in The International Journal of Speech, Language and the Law, a sottolineare la natura interdisciplinare degli studi in evoluzione sulla linguistica forense, e venne fondata l'International Association of Forensic Linguists (IALF). 
Nel 1999 all'università di Cardiff venne aperto il corso di laurea magistrale in linguistica forense e nel 2008 fu fondato l'istituto di linguistica forense dell'università di Aston (AIFL), un centro di ricerca dedicato interamente alla linguistica forense. 
In altri paesi la pratica è stata meno formalizzata: per esempio, in Italia non esistono percorsi formativi specializzati in linguistica forense e non esiste nemmeno un albo. La nomina dei periti è quindi affidata al giudice e alla sua conoscenza degli esperti; anche per questo sono pochi gli studiosi che fanno della linguistica forense il loro esclusivo settore di ricerca. Tuttavia, non sono mancati casi in cui attraverso l'analisi del linguaggio si è tentato di arrivare ad informazioni utili in indagini o comunque a smentire una falsità comunemente accettata per esempio, Tullio De Mauro e Leonardo Sciascia nel 1978 tentarono di recuperare informazioni sulla geolocalizzazione di Aldo Moro attraverso le sue lettere e ai comunicati delle Brigate Rosse. 
Diverse iniziative sono in sviluppo in Spagna, dove l'Instituto de Lingüística Aplicada dell'università di Cadice include la linguistica forense, Italia, dove sono nati enti dedicati, ma anche Germania e Francia.

## Perizie linguistiche
I linguisti forensi possono svolgere il ruolo di periti o consulenti tecnici a cui viene richiesta una perizia per un procedimento penale o civile. 
La collaborazione di un linguista può essere richiesta dal tribunale, che sottopone al linguista delle prove su cui dare un'opinione, dalla polizia, durante lo svolgimento di indagini, o dagli avvocati delle parti, che utilizzano l'opinione linguistica come prova nella difesa degli assistiti.
La testimonianza di un esperto in tribunale è accettata secondo criteri che variano in base alla giurisdizione al fine di evitare la sottomissione al giudice di prove inconsistenti, ovvero per stabilire se la metodologia usata dall'esperto è considerabile scientifica. In Italia è la figura del giudice che, in quanto peritus peritorum, stabilisce la scientificità di una perizia. Negli Stati Uniti le testimonianze di un esperto devono rispettare gli standard Daubert, basati sulla rilevanza scientifica della metodologia e dei dati alla base della testimonianza; inoltre deve essere espresso il coefficiente di errore della metodologia adottata. Il primo limite per la diffusione della linguistica forense nei tribunali è questo poiché la linguistica forense è priva di un metodo standardizzato o di prove schiaccianti come le impronte digitali.
In altri stati dove le testimonianze devono rispettare gli standard Frye, come in Canada, la testimonianza linguistica di un esperto è accettata secondo criteri più flessibili, ovvero l'utilizzo di un metodo accettato dalla comunità scientifica e una preparazione adeguata dell'esperto.

## Tipi di analisi
La linguistica forense opera diversi tipi di analisi linguistiche: 
- l'analisi del linguaggio scritto dei testi legali o delle prove scritte
- l'analisi del linguaggio parlato dei processi legali o delle prove registrate[10]

### L'analisi del linguaggio scritto dei testi legali
Alcuni esempi di analisi del linguaggio scritto richieste ai linguisti forensi sono: 
- l'analisi del grado di complessità sintattica del linguaggio legale
- l'analisi delle ambiguità linguistiche in uno statuto
- l'attribuzione della paternità testuale[11][4]

Dal 1966 nei Paesi anglofoni vige l'obbligo da parte della polizia di rendere noti all'imputato i suoi diritti attraverso la lettura di questi ma anche il documento in questione non è privo di difficoltà comprensive.
Un caso di complessità sintattica del linguaggio legale conclusosi con successo negli Stati Uniti d'America ha visto, nel 2005, la collaborazione del linguista forense e professore di legge Peter Tiersma con lo stato della California, che ha portato alla riformulazione del testo del "reasonable doubt" all'interno delle “Pattern Jury Instructions”. Nel 2001, John Gibbons ha affermato di aver lavorato con la polizia del Nuovo Galles del Sud, al fine di migliorare la comprensibilità dei loro testi e di aver avuto successo. Al contrario, nel 2010, Janet Ainsworth ha dimostrato come negli Stati Uniti d'America la corte suprema operi per rendere progressivamente più ostica la comunicazione dei diritti agli imputati.

### L'analisi del linguaggio parlato dei processi legali
Il linguista analizza gli interrogatori della polizia al sospettato, gli interventi in tribunale e le difficoltà che l'imputato può avere con il linguaggio giuridico. Spesso le difficoltà di comunicazione derivano da una scarsa presenza di interpreti qualificati nelle stazioni di polizia che mettono in una posizione di svantaggio i parlanti non nativi. L'analisi del linguaggio parlato implicata anche le intercettazioni.

## Testi forensi
Esempi di manifestazioni linguistiche analizzate dalla linguistica forense sono:
- lettere di suicidio
- richieste di riscatto o minacce
- dichiarazioni in punto di morte
- confessioni e smentite di personaggi pubblici
- dichiarazioni dell'imputato
- chiamate d'emergenza
- conversazioni registrate
- testi legali

Tuttavia, i campi di applicazione crescono insieme alla materia stessa e ai singoli casi; ai linguisti viene sottoposto materiale sempre più eterogeneo.

### Lettera di suicidio
Il linguista forense potrebbe dover produrre una perizia stabilendo la genuinità di una lettera di suicidio attraverso un'analisi del caso specifico e sulla base di alcune tipiche caratteristiche delle lettere di suicidio. 
Alcune di queste caratteristiche, per le lettere in lingua inglese, sono:
- la lunghezza: solitamente non superano le 300 parole.
- la determinazione: quando l'autore parla dell'atto stesso del suicidio è convinto che quella sia l'unica opzione.
- il contesto: spesso il contesto generale è poco chiaro a un lettore esterno ma comprensibile al destinatario della lettera
- i tempi verbali: una lettera di suicidio genuina presenta tempi verbali al passato o al presente, evitando l'uso del futuro.
- l'impostazione: la proposizione principale riguarda la lettera stessa o l'atto del suicidio; solitamente la lettera si apre proprio con una proposizione del genere, diretta al destinatario e non passibile di fraintendimenti[1]

## Identificazione dell'autore
La linguistica forense si occupa anche di risolvere problemi di paternità testuale. Prima della nascita della linguistica forense molti ricercatori si sono interessati ai problemi della paternità dei testi con approcci come quello statistico, ricorrendo alle statistiche della metrica: fattori che si ripetono, come la lunghezza delle frasi o delle parole, l'utilizzo della punteggiatura o la ricorrenza di articoli e il numero di sillabe per parola. Udney Yule, considerava la lunghezza delle frasi come un indicatore importante al fine di stabilire la paternità di un testo. L'intervento dei linguisti ha cambiato radicalmente la credibilità di questo approccio dimostrando come la lunghezza delle frasi costruite possa essere influenzata da numerose variabili come il livello di formalità dell'argomento o del contesto ma soprattutto l'opposizione di linguaggio scritto o parlato: l'approccio puramente quantitativo non costituiva quindi una metodologia scientifica.

### Identificazione dell'autore in Italia
In Italia l'analisi testuale per scoprire l'appartenenza di un testo a un autore si è diramata in due possibili campi d'analisi: 
- L'assegnazione della paternità di tutti i testi in analisi allo stesso autore: identificando fattori caratterizzanti della tipologia di scrittura dell'autore da confrontare con gli scritti in esame.
- L'assegnazione della paternità di un testo ad un autore in particolare: identificando fattori caratterizzanti del testo analizzato da comparare ad altri testi prodotti dagli autori sospettati.

La perizia avviene secondo un'analisi stilistica linguistica che può essere: 
- Qualitativa: identificando le caratteristiche della scrittura di colui che ha prodotto il testo in analisi.
- Quantitativa: identificando indicatori di cui si calcola l'occorrenza nel testo in analisi.

Questo approccio permette l'analisi anche di testi non manoscritti ma realizzati con il supporto di una tastiera digitale, che rendono impossibile l'applicazione della grafematica.

## Paternità del codice
Gli studi sulla paternità di un testo hanno portato alla creazione di un metodo per determinare il plagio di codice di programmazione. Grazie ad un'analisi stilistica dei programmi analizzati è possibile stabilire se un frammento di codice appartiene allo stesso programmatore o se più frammenti di codice, presumibilmente appartenenti a programmatori diversi, sono troppo simili. Attraverso la lunghezza degli identificatori delle variabili inizializzate, l'occorrenza e il posizionamento dei commenti, l'utilizzo di determinate strutture sintattiche o il rapporto tra linee di codice e righe vuote si riesce a risalire a uno stile di programmazione che distingue o caratterizza un programmatore. Nel 1994, Alex Aiken, professore dell'università della California, sviluppò il programma MOSS (Measure Of Software Similarity) che individua le stringhe di codice simili; MOSS riconosce la maggior parte dei linguaggi di programmazione, tra cui JavaScript, Python, C++.

## Trascrizione delle intercettazioni
In Italia la linguistica forense ha assunto un ruolo fondamentale nei processi contro la mafia soprattutto grazie al riconoscimento dei protagonisti di intercettazioni, alla loro trascrizione e alla decifrazione dei cosiddetti pizzini, le cui informazioni, una volta decifrate dai linguisti hanno fornito informazioni utili alle indagini che hanno portato all'arresto di Bernardo Provenzano prima e Matteo Messina Denaro poi.
La trascrizione delle intercettazioni richiesta in una perizia al linguista forense non è una semplice trascrizione ortografica e comporta non poche difficoltà che riguardano sia il contenuto che i supporti. La prima distinzione da fare è quella tra intercettazioni telefoniche e intercettazioni ambientali. Nel primo caso il linguista è facilitato da fattori come la vicinanza dei soggetti al supporto di registrazione, che permette un suono chiaro e distinto, e dalla necessità di una conversazione esplicita visto che i soggetti non sono vicini. Nel secondo caso il ricevitore può essere lontano dai parlanti e il suono ostacolato da fattori ambientali esterni; inoltre, parte della conversazione non è registrata poiché espressa con il linguaggio del corpo. Altre complicazioni sono l'utilizzo del dialetto e di linguaggi codificati. Le intercettazioni sono fondamentali anche nel caso in cui il soggetto parlante sia anonimo poiché il linguista può procedere all'identificazione di un profilo linguistico che consente di scoprire dati del parlante come sesso, età, estrazione sociale, grado d'istruzione, elementi caratterizzanti. 
Nella perizia, oltre alla trascrizione, il linguista deve fornire una relazione peritale con un quadro completo del paratesto, oltre a tutte le informazioni che riesce a captare dal materiale fornitogli e alle metodologie impiegate, i commenti e le motivazioni delle scelte operate al fine di consentire la valutazione dell'attendibilità del suo lavoro.

### Fonetica forense
La fonetica forense è un settore molto importante e produttivo della linguistica, spesso in collaborazione con la linguistica forense. Il compito principale della fonetica forense è l'identificazione del parlante attraverso l'analisi della configurazione delle frasi e del linguaggio usato, analizzato tramite registrazioni, dibattiti in corte, interrogatori, telefonate, intercettazioni. I fonetisti individuano dei tratti distintivi del parlato dell'inputato ma non esiste un metodo adeguato ad ogni caso quindi traggono le loro conclusione dall'osservazione del singolo caso. 
La prima applicazione della fonetica forense nel Regno Unito risale al 1965, ad opera del fonetista Stanley Ellis, per l'identificazione di una voce registrata.

## Casi d'applicazione

### Caso "Mc"
Nel 1987 la McDonald's Corporation iniziò una battaglia legale contro la Quality Inns International, intenzionata ad aprire una catena di hotel sotto il marchio di “McSleep” al fine di dimostrare la correlazione nell'immaginario comune del morfema “Mc” con McDonald's e quindi l'intenzione della Quality Inns International un tentativo di sfruttare la fama del marchio McDonald's. L'avvocato della Quality inns International chiese il supporto del linguista Roger Shuy per dimostrare che il prefisso “Mc” era in origine un patronimico e che ormai, usato produttivamente, aveva assunto un significato autonomo dal significato originario ma anche dalla correlazione con McDonald's. Shuy utilizzando l'approccio dei corpus ha analizzato attraverso 56 esempi l'utilizzo nella lingua comune del morfema “Mc” col significato di “conveniente”, “standardizzato”. La McDonald's Corporation ricorrendo invece a interviste e questionari dimostrò che nella concezione pubblica il morfema era associato ai concetti di convenienza e velocità ma soprattutto a McDonald's. La controversia fu vinta dalla McDonald's Corporation.

### Caso Evans
Uno dei casi che ha indotto alla riflessione sull'utilità degli studi linguistici applicati a casi forensi è il caso di Timothy John Evans, accusato dell'omicidio della moglie, analizzato dal linguista svedese Jan Svartvik. Il caso iniziò quando il 30 novembre 1949, Evans, allora venticinquenne, si costituì. Evans rilasciò in totale 4 dichiarazioni orali poi trascritte dagli agenti di polizia, a cui ci si riferisce con MT1, MT2, NH1, NH2. Confrontandole si notò un'evidente discrepanza tra loro: nelle prime due si dichiarava colpevole e nelle altre innocente; inoltre, lo stile grammaticale e lessicale non corrispondevano con quello di Evans. Un dettaglio rilevante fu che Timothy John Evans era analfabeta. Ludovic Kennedy dichiarò che le ultime due dichiarazioni erano false e che molti dei termini utilizzati non potevano caratterizzare il linguaggio di una persona con l'istruzione di Evans. Jan Svartvik riscontrò numerosi problemi nella stesura della sua analisi, innanzitutto per la ridotta quantità di materiale: un totale di 4861 parole, 1038 nella prima dichiarazione, 1782 nella seconda, 105 nella terza e 1936 nell'ultima. Le dichiarazioni erano inoltre influenzate dallo stile degli agenti che hanno trascritto le parole di Evans, che non sapeva scrivere, interpretandole. 
Timothy John Evans fu ritenuto innocente da Roy Jenkins il 18 ottobre 1966, sedici anni dopo la sua esecuzione per impiccagione.

## Associazioni di settore
Nel settore della linguistica forense sono attive diverse associazioni scientifiche o commerciali.

### International Association for Forensic and Legal Linguistics
L'International Association for Forensic and Legal Linguistics (IAFLL) è un'associazione internazionale che ha l'obiettivo di migliorare il funzionamento del sistema legale migliorando la conoscenza delle pratiche di linguistica forense. L'IAFLL è stata fondata nel 1993 da Malcom Coulthard.

### Germanic Society for Forensic Linguistics
La Germanic Society for Forensic Linguistics (GSFL) è un'associazione internazionale per la promozione della linguistica forense.

### Società italiana di linguistica forense
La Società italiana di linguistica forense (SILF) è un'associazione culturale fondata il 25 maggio 2020 e con sede nel comune di Ururi. L'associazione ha come obiettivo la promozione della ricerca e dello sviluppo nell'ambito della linguistica forense italiana.

#### Istituto Nazionale di Linguistica Forense
Nel maggio 2021 i componenti della SILF hanno fondato l'azienda S.r.l. Istituto Nazionale di Linguistica Forense (INALF) per la ricerca e la proposta di soluzioni innovative nello studio della linguistica forense in Italia, per soddisfare la crescente domanda di consulenze linguistiche nel settore giuridico. L'istituto utilizza un algoritmo presentato dal linguista e filologo Antonello Fabio Caterino per la valutazione di testi di diverso tipo.

## FoLD
Il Forensic Linguistic Databank è un database ad accesso controllato nato grazie all'Aston Institute for Forensic Linguistics (AIFL) dove è possibile consultare documenti utilizzati o utili nelle indagini forensi che hanno coinvolto la linguistica forense. Il corpus include lettere di estorsione, manifesti linguistici e analisi linguistiche di alcuni dei casi più emblematici per la linguistica forense come l'intero corpus analizzato per l'identificazione di Unabomber.